# Katsushi Kurihara
Katsushi Kurihara (Chiba, 29 juli 1977) is een voormalig Japans voetballer.

## Carrière
Katsushi Kurihara speelde tussen 1996 en 1999 voor JEF United Ichihara.